# Bacopa callitrichoides
Bacopa callitrichoides là một loài thực vật có hoa trong họ Mã đề. Loài này được (Kunth) Pennell mô tả khoa học đầu tiên năm 1946.